# Clara Schumann
Clara Wieck Schumann (Leipzig, 13. rujna 1819. – Frankfurt na Majni, 20. svibnja 1896.), njemačka pijanistica i skladateljica.
Uči glazbu zbog očeve volje i s 8 godina počinje svoju turneju kao pijanistica. Godine 1840. udaje se za Roberta Schumanna. Ona je prezentirala sve njegove radove, a nakon njegove smrti brinut će se o njihovom objavljivanju. Radila je kao pijanistica. Sklada nekoliko radova za klavir, orkestar i lieder. Od 1872. do 1892. radi u Hoch Conservatoriumu u Frankfurtu. 